# Bones (canción de The Killers)
«Bones» (en español: «huesos») es una canción de la banda de rock indie de las Vegas "The Killers", la cual fue escrita por Brandon Flowers, Mark Stoermer y Ronnie Vannucci Jr., el vocalista, bajista y baterista de la banda respectivamente, y fue producida por la banda junto a Flood y Alan Moulder para su segundo álbum de estudio Sam's Town (2006). la canción se lanzó en noviembre del 2006, como el segundo sencillo comercial del álbum. Aunque no tuvo el éxito de su sencillo anterior "When you were young" en los Estados Unidos, en el Reino Unido logró alcanzar el lugar #15 en las listas de popularidad.

## Vídeo musical
El vídeo de la canción fue dirigido por el aclamado director de cine Tim Burton. El vídeo incluye escenas de las películas Lolita, Jasón y los argonautas y Creature from the Black Lagoon en el fondo, mientras los miembros de la banda tocan. También incluye a la modelo y actriz Devon Aoki viendo las películas con su novio, el actor Michael Steger, en un coche y en la playa quitándose la ropa y convirtiéndose en esqueletos al mismo tiempo que recrean escenas de 10, la mujer perfecta y From here to eternity.